# Coin-lès-Cuvry

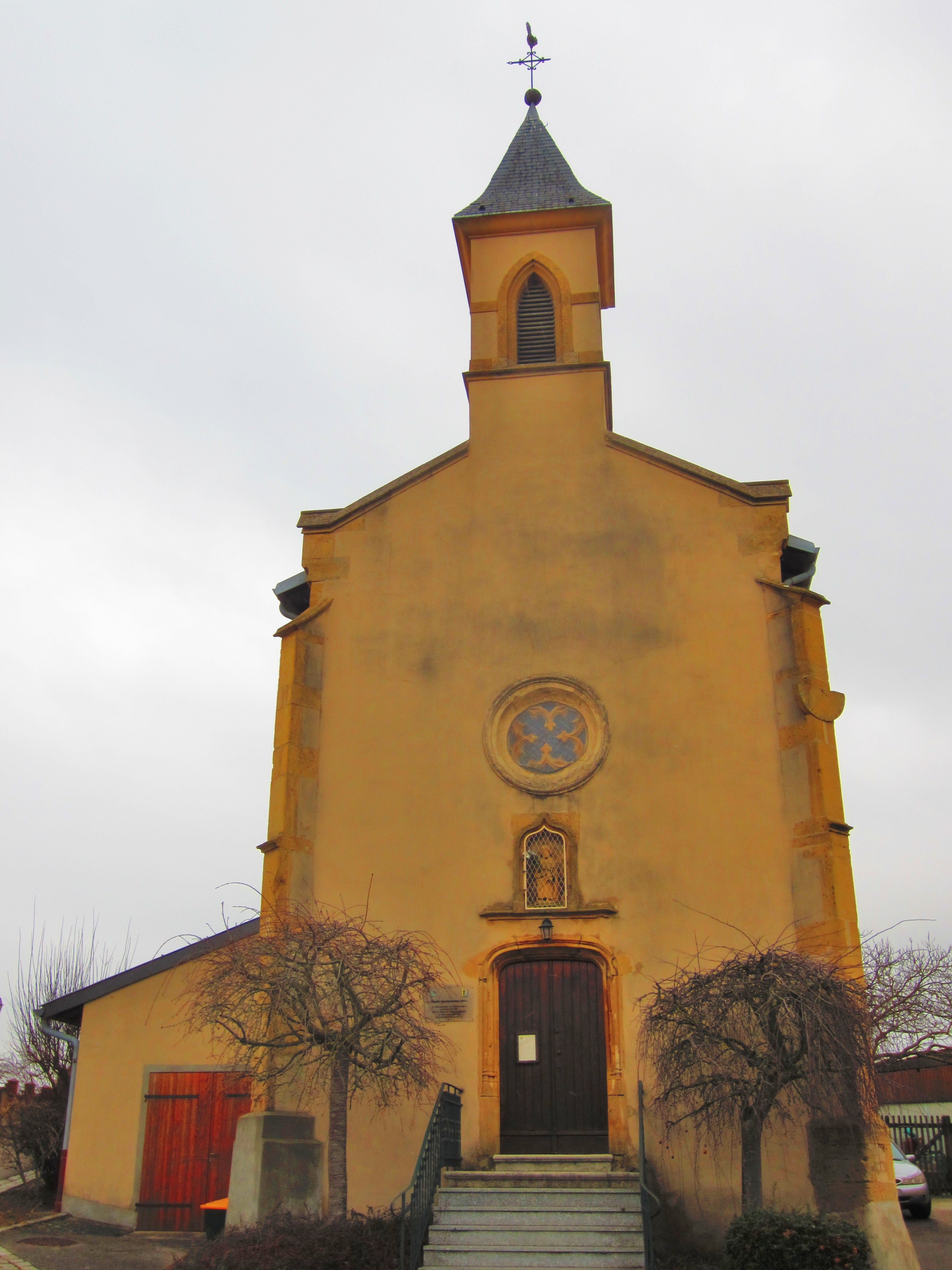
Kerk van Saint- Saint-Barthélémy / St. Bartholomäus in Coin-lès-Cuvry / Coin bei Cuvry

Coin-lès-Cuvry (Duits: Coin bei Cuvry) is een gemeente in het Franse departement Moselle (regio Grand Est) en telt 667 inwoners (1999). De plaats maakt deel uit van het arrondissement Metz.

## Geografie
De oppervlakte van Coin-lès-Cuvry bedraagt 6,6 km², de bevolkingsdichtheid is 101,1 inwoners per km².
De onderstaande kaart toont de ligging van Coin-lès-Cuvry met de belangrijkste infrastructuur en aangrenzende gemeenten.

## Demografie
Onderstaande figuur toont het verloop van het inwonertal (bron: INSEE-tellingen).